# Universität von Südafrika

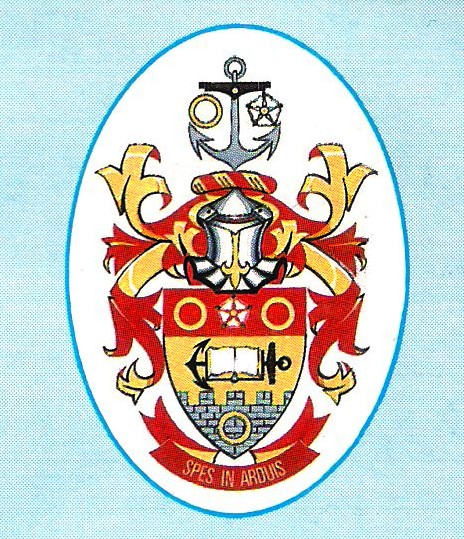
Älteres Wappen der Universität mit Inschrift „Spes in Arduis“ (1986)

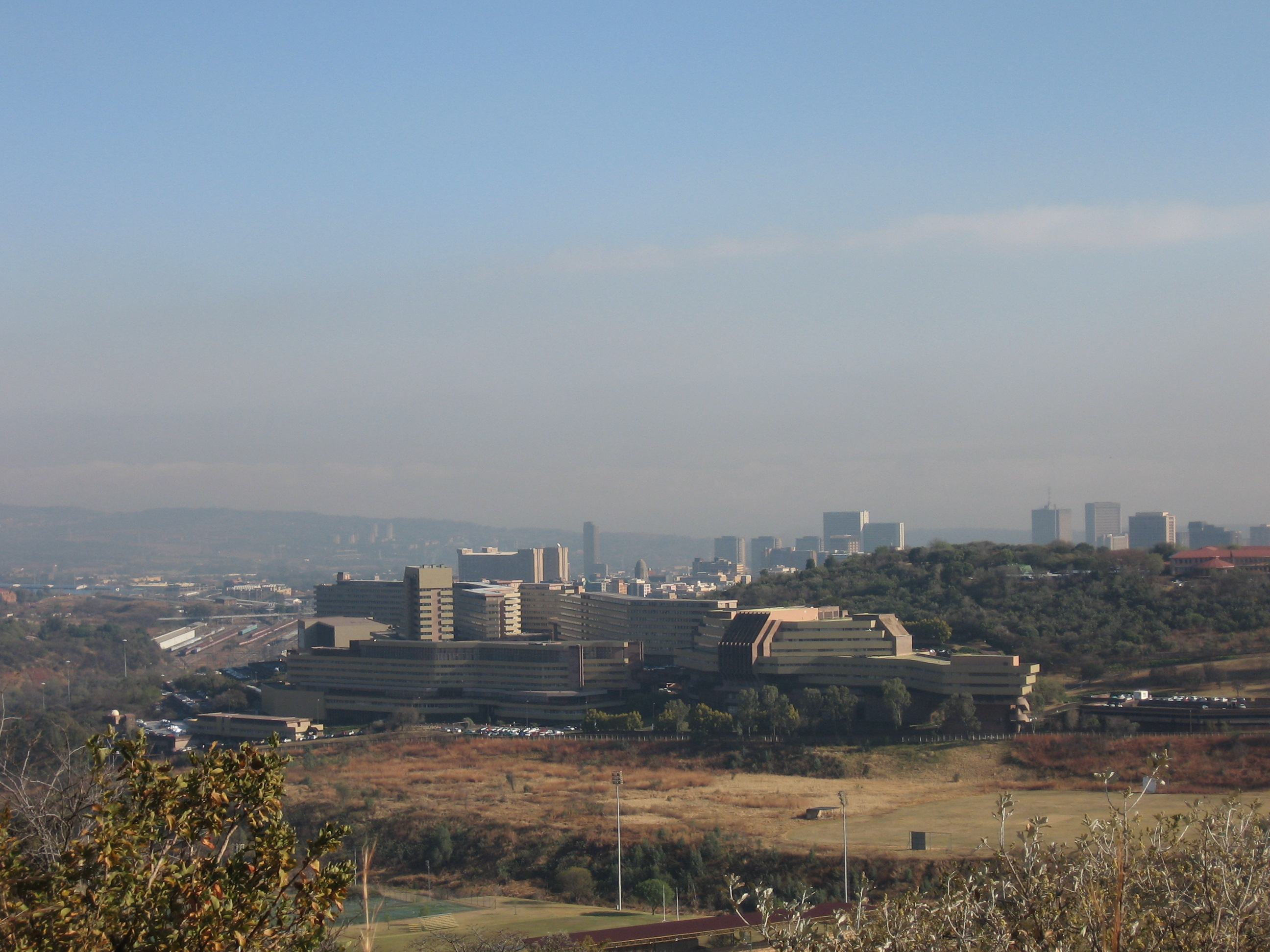
Campus der Universität von Südafrika in Pretoria

Die Universität von Südafrika (englisch University of South Africa, kurz UNISA) ist eine staatliche Gesamthochschule und Fernuniversität in Südafrika mit Sitz in Pretoria. Sie ist die älteste Fernuniversität und größte Hochschule Afrikas. Auch weltweit ist sie eine der größten Universitäten mit sehr schnellem Wachstum der Studierendenzahlen.

## Geschichte
Die Universität von Südafrika wurde 1873 nach dem Modell der University of London unter dem Namen University of the Cape of Good Hope (deutsch: Universität des Kaps der guten Hoffnung) als Hochschulprüfungs-Einrichtung in der britischen Kapkolonie in Kapstadt gegründet. Während eines großen Teils ihrer frühen Geschichte diente sie als Prüfungs-Institution für die britischen Universitäten von Oxford und Cambridge.
Nach der Bildung der Südafrikanischen Union im Jahre 1910 erfolgte 1916 die Namensänderung zu „University of South Africa“. Nach dem Ende des Ersten Weltkrieges verlegte die Universität 1918 ihren Sitz in die neue Hauptstadt Pretoria. 1946 wurde mit der Bildung einer „Division of External Studies“ der Grundstein zur Entwicklung einer Fernuniversität gelegt. 1959 erfolgte die Umwandlung in eine reine Fernuniversität (Correspondence University). 1973 entstand im Stadtteil Muckleneuk von Pretoria ein Campus, in dessen Neubauten die bis dahin in der Stadt verstreuten Einrichtungen zusammenzogen. 1988 wurde hier eine neue Bibliothek fertiggestellt, die am 25. März 1988 vom damaligen Minister für Bildung und Kultur P. J. Clase eröffnet wurde. Rd. eine Million Bücher sowie 8.000 Zeitschriften, die auf dem Postweg ausgeliehen werden konnten, standen den damals rd. 100.000 Studierenden im In- und Ausland zur Verfügung. Regionale Bibliotheken entstanden in Durban,  Kapstadt, East London,  Pietersburg und Windhoek. Die Filiale der Universität in Johannesburg wurde durch einen täglichen Kurierdienst mit Materialien aus der neuen Bibliothek versorgt. Ausleihanfragen wurden auch auf elektronischem Weg per Fernschreiber, Telefax und dem Bildschirmtext „Beltel“ entgegengenommen.
Nach der Aufhebung der Apartheid wurde 2001 mit Justice President Bernard Ngoepe der erste schwarze Kanzler der Universität gewählt. 2004 erfolgte der Zusammenschluss mit dem Technicon South Africa und der Vista University. 2005 wurden die bestehenden zehn Fakultäten der UNISA in fünf Colleges aufgeteilt. Im Jahr 2007 wurde ein Campus in Addis Abeba eröffnet.
Im 150-jährigen Jubiläumsjahr 2023 zählte die Universität 370.000 Studierende.

## Organisation und Campus
Die Universität wird von einem Vizekanzler und Prinzipal geleitet, zum Management gehören im Weiteren ein Pro-Vizekanzler, sechs Vizeprinzipale und ein Prüfungsbeamter. Der Kanzler hat repräsentative Aufgaben. Die Leitung ist dem Universitätsrat verantwortlich.
Die UNISA hat neben dem Hauptcampus in Pretoria regionale Standorte in ganz Südafrika, unter anderem in Durban, Kapstadt, Mbombela, Polokwane, Gqeberha, Bloemfontein und Mahikeng. Sie ist in sechs Colleges unterteilt, die das Dach für verschiedene Schools sind:
- College of Agriculture and Environmental Sciences
  - School of Agriculture and Life Sciences
  - School of Environmental Sciences
- College of Economics and Management Sciences
  - School of Accounting Sciences
  - School of Economic Sciences
  - School of Management Sciences
- College of Education
  - School of Educational Studies
  - School of Teacher Education
- College of Human Sciences
  - School of Arts, Education, Languages and Communications
  - School of Humanities, Social Sciences and Theology
- College of Law
  - School of Law
  - School of Criminal Justice
- College of Science, Engineering & Technology
  - School of Science
  - School of Engineering
  - School of Computing.

Als unterste akademische Einheiten sind unter den Schools die Departments.

## Bekannte Lehrende
- David Bosch (1929–1992), Professor für Missiologie (1971–1992)
- Hermann Jan Melania de Vleeschauwer (1899–1986), Philosophie und Bibliothekswissenschaft (1951–1966)
- Heinz Hofmann (* 1944), Lecturer am Department of Classics (1971–1973)
- Klaus Nürnberger (1933–2022), Professor für Theologische Ethik (1980–1989)
- Johannes Reimer (* 1955), Professor extraordinarius für Missiologie (seit 1997)

## Kooperationen
Die Universität von Südafrika arbeitet international mit diversen Hochschulen und akademischen Institutionen zusammen. In Deutschland kooperieren insbesondere im Bereich der Theologie über die Gesellschaft für Bildung und Forschung in Europa eine Reihe von Theologischen Seminaren und Akademien mit der UNISA, deren Studierende auf diesem Wege neben ihren deutschen bzw. europäischen Abschlüssen auch akademische Grade an der UNISA erlangen können. Daher ist das Studienprogramm derartiger Bildungseinrichtungen eng mit der Universität von Südafrika abgestimmt. Im Bereich der Missionswissenschaft genießt die UNISA internationales Renommee. Die Missiologische Abteilung ist von dem Missionswissenschaftler David Bosch gegründet und entscheidend geprägt worden.

## Anerkennung der Abschlüsse in Deutschland
Die Abschlüsse der Universität von Südafrika sind weltweit anerkannt, seit dem Abkommen der deutsch-südafrikanischen Hochschulrektorenkonferenz vom 17. September 2013 auch in Deutschland.